# Operação Amazônia Nativa

Logotipo oficial da Operação Amazônia Nativa (OPAN)

Operação Amazônia Nativa (OPAN) é a primeira organização não-governamental do Brasil de cunho indigenista. Surgiu em 1969, no Rio Grande do Sul, tendo posteriormente transferido sua sede para Cuiabá. Em 2006, recebeu o Prêmio Chico Mendes, do Ministério do Meio Ambiente, por seu trabalho com os povos da região Amazônica.
Atua pelo fortalecimento do protagonismo indígena no cenário regional, valorizando sua cultura, seus modos de organização social através da qualificação das práticas de gestão de seus territórios e recursos naturais, com autonomia e de forma sustentável.
Historicamente, as equipes indigenistas mutidisciplinares da OPAN realizam trabalhos de base junto aos povos indígenas em eixos como política, terra, saúde e economia. A metodologia de trabalho da OPAN é pautada na ação direta, por meio do convívio e do envolvimento no cotidiano das aldeias, que são o núcleo orientador das propostas e desenvolvimento dos projetos.
Entre os objetivos da OPAN estão a defesa dos direitos humanos, o apoio a povos indígenas e populações tradicionais, o reconhecimento dos direitos indígenas, a conservação do meio ambiente, o desenvolvimento de pesquisas antropológicas, socioeconômicas e ambientais, além da formação de equipes para a execução de projetos. Nesse sentido, é histórica a contribuição da OPAN na capacitação de indigenistas através de seu curso de formação, oferecido em diferentes modalidades ao longo de toda a sua história.
Desde os anos 70, a OPAN colaborou com a organização das primeiras assembleias indígenas no país e com a formulação e execução de políticas indigenistas voltadas aos interesses, necessidades e especificidades socioculturais dessas comunidades.

### Formas de atuação

Desde os anos 70, a OPAN colaborou com a organização das primeiras assembleias indígenas no país e com a formulação e execução de políticas indigenistas voltadas aos interesses, necessidades e especificidades socioculturais dessas comunidades. Foto: Acervo OPAN

As principais formas de atuação das equipes indigenistas da OPAN incluem a proteção das terras indígenas por meio de programas de vigilância, monitoramento, gestão territorial, fortalecimento das organizações indígenas, formação política, fomento às cadeias de produtos da sociobiodiversidade, soberania alimentar, geração de renda e desenvolvimento sustentável.
Todos os povos com os quais a OPAN trabalhou ao longo de décadas têm suas terras demarcadas, tendo sido especialmente significativas as experiências de autodemarcação. A instituição contribuiu diretamente com a demarcação de 13 milhões de hectares no Amazonas em parceria com os povos Kulina, Kanamari, Katukina, Deni, Zuruaha, Kanamati/Jarawara, Apurinã, Marubo, Matis, Korubo, Mayoruna, Paumari, Jamamadi, Tenharim e Parintintim. Em Mato Grosso, a OPAN desenvolveu trabalhos pela defesa de três milhões de hectares de terras indígenas com os povos Paresi, Cinta Larga, Arara, Karajá, Kayabi, Enawene Nawe, Nambikwara, Manoki, Myky e Xavante de Marãiwatsédé.
Os programas de saúde sempre foram uma prioridade na OPAN, que atuou, com equipes especializadas, no controle de epidemias, capacitação de técnicos indígenas, imunização, valorização de saberes e práticas tradicionais, entre outras ações. Por 12 anos, a OPAN foi conveniada com a Funasa, prestando excelentes serviços de atendimento à saúde indígena no Pólo Brasnorte, no norte de Mato Grosso. 

Assembleia anual da OPAN, realizada em 2023. Foto: Acervo OPAN

No campo da educação, a OPAN se destacou na organização dos encontros de educação indígena nos anos 80, de professores indígenas e organização de conselhos, que foram a base para as políticas públicas neste setor atualmente implantadas pelo governo brasileiro.
Mais recentemente, a OPAN tem investido na proposição e acompanhamento de experiências no campo das alternativas econômicas através do fortalecimento e promoção de formas sustentáveis de manejo na Amazônia e no Cerrado. As equipes indigenistas também problematizam e refletem com os indígenas sobre práticas de consumo, capacitação para a apropriação de tecnologias de manejo e produção.

### Premiações

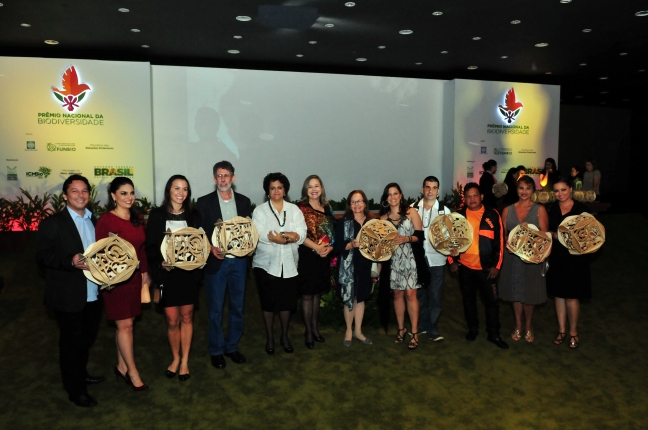
A experiência do manejo sustentável do pirarucu rendeu à OPAN o Prêmio Nacional de Biodiversidade na categoria sociedade civil, entregue pelo Ministério do Meio Ambiente (MMA). Foto: Carla Ninos/OPAN

Em 2001, a OPAN foi reconhecida pela Assembleia Legislativa do estado do Mato Grosso pela luta em favor dos povos indígenas. Em 2006, recebeu o Prêmio Chico Mendes, concedido pelo Ministério do Meio Ambiente (MMA), na categoria organização não-governamental pela atuação marcante na Amazônia brasileira e por ter contribuído, de forma notável, para o aumento da participação de populações indígenas nas decisões que afetam seu modo de vida. Em 2015, a iniciativa de manejo sustentável do pirarucu junto ao povo Paumari do rio Tapauá, no Médio Purus, recebeu o Prêmio Nacional da Biodiversidade, também concedido por esse ministério. No mesmo ano, a prática foi certificada como tecnologia social pela Fundação Banco do Brasil.